# Opius flavipes
Opius flavipes (лат.) — вид паразитических наездников рода Opius из семейства Braconidae (Opiinae). Европа (Венгрия, Швейцария) и Центральная Азия (Иран). Мелкие наездники (менее 3 мм). От близких видов отличается следующими признаками: усики 27-члениковые; голова позади глаз расширена; мезоскутум коричневый; длина бедра в 3 раза больше ширины; ноги жёлтые. Метасома и проподеум гладкие. Вид был впервые описан в 1898 году венгерским энтомологом Gyözö Viktor Szépligeti (1855—1915; Венгрия), крупным специалистам по Braconidae, описавшим около тысячи видов наездников. Включён в состав подрода Hyponoydus.